# 默里·盖尔曼
默里·盖尔曼（1929年9月15日—2019年5月24日），美國物理學家和美国国家科学院院士。因成功建立对基本粒子的系统分类以及对基本粒子相互作用的新发现而获得1969年诺贝尔物理学奖。盖尔曼通晓的学科极广，是一个百科全书式的学者，也是20世纪后期学术界少见的通才。除数理类的学科外，他对考古学、动物分类学、语言学等学科的知识也如数家珍。

## 生平

### 早年與求學
1929年9月15日，默里·蓋爾曼出生於美國曼哈頓一個移民自奧匈帝國的猶太家庭。盖尔曼的父母是在第一次世界大战之后移居到美国的。他的父亲名叫阿瑟·伊斯多勒·盖尔曼（Arthur Isidore Gell-Mann）是对外英语教师；他的母亲名叫泡琳·莱西施坦因（Pauline Reichstein）。父亲阿瑟通晓数学、天文学和考古学，这也影响了盖尔曼。其姓氏中的连字符是他父亲自己加上去的。
盖尔曼从小就有“会走路的百科全书”的称号，7岁时就自学微积分。盖尔曼于1948年在耶鲁大学取得物理学学士学位。后来，盖尔曼没能如愿获得前往普林斯顿大学等常春藤盟校继续深造的机会，愿意接纳他的哈佛大学也并不会马上给他提供奖学金，很看重学校档次的他只能接受维克托·魏斯科普夫的邀请，去读他当时看不起的“脏兮兮”的麻省理工学院，为此他几乎有考虑过自杀。他此前并没有听说过魏斯科普夫的名字。
1951年，他在魏斯科普夫指导下凭论文《耦合力度与核相互作用》取得麻省理工学院物理学博士学位。

### 职业生涯

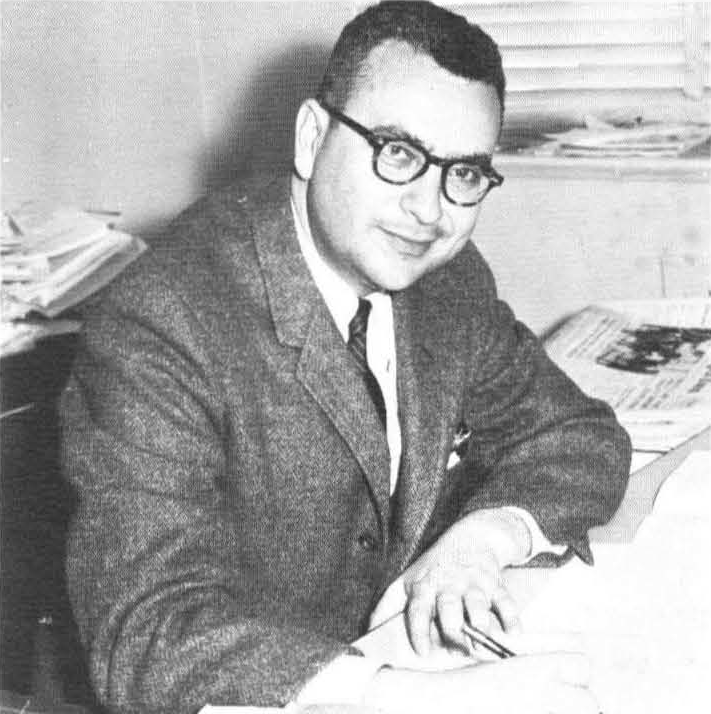
默里·蓋爾曼，摄于1965年（当时约36岁）。

1955年初，盖尔曼到普林斯顿高等研究院工作，同年9月又到加利福尼亚理工学院任教。1956年，盖尔曼见到了同时代的苏联大物理学家列夫·朗道。1967年，盖尔曼成为加州理工学院密立根理论物理学教授，并长期在该院从事粒子物理学研究。
1961年，盖尔曼与西岛和彦引入了强子分类方案。盖尔曼参考佛教术语“八圣道分”，别出心裁地将此方案称为“八重道”。该方案现已可由夸克模型给出合理解释。另一位以色列物理学家尤瓦勒·内埃曼也曾独立地提出过相似的方案。
1964年，盖尔曼和乔治·茨威格都独立提出了夸克理论。“夸克”（quarks）这个术语是盖尔曼参考詹姆斯·乔伊斯的小说《芬尼根的守灵夜》中的一句“Three quarks for Muster Mark!”而提出的。茨威格则是用“扑克牌A”（aces）来称呼这种粒子。模型预言的Ω粒子不久后被发现，盖尔曼认为自己的功劳应与茨威格平分。盖尔曼的术语“夸克”后来成为主流的叫法。1969年，他因在基本粒子的分类及相互作用方面的贡献而获得诺贝尔物理学奖。
1972年，他与哈拉尔德·弗里奇引入了新的守恒量子数，取名为“颜色荷”（"color charge"）。紧接着又同汉里奇·劳意特维勒（Heinrich Leutwyler）一起提出了新术语“量子色动力学”（quantum chromodynamics, QCD）。夸克理论成为量子色动力学的一个组成部分。

### 晚年
20世纪90年代，他积极参与了圣菲研究所的集资筹办和研究。该机构由物理学家菲利普·安德森和经济学家肯尼斯·阿罗等人于1987年初创，主要开展有关复杂性的研究。他参与过《大英百科全书》第16版的编辑，担任筹备委员。盖尔曼还协助编辑了语言学家焦恩·霍金兹的著作《人类语言的演化》（The Evolution Of Human Languages）。
2019年5月24日，盖尔曼去世，享年89岁。

## 个人生活
盖尔曼有一个曾做过报刊摄影记者的哥哥本尼迪克·盖尔曼（Benedict Gelman (Gell-Mann)，1920年－2007年）。盖尔曼对鸟类及自然历史的强烈兴趣是受到了哥哥的影响。

### 婚姻与家庭
1955年，盖尔曼与玛噶瑞特·豆（J. Margaret Dow）结婚，育有一子一女。1981年，豆去世，盖尔曼陷入情感低谷。10年后的1992年，盖尔曼又与玛西娅·搜斯维克（Marcia Southwick）结婚。

### 业余爱好
盖尔曼喜欢观察鸟类和收藏古董。他熟悉古代文化和民俗传说，甚至熟悉许多土著文化。他能流利地使用13门语言，并乐于炫耀自己过人的外语能力。

### 逸闻
盖尔曼和费曼都是好胜心很强的知名科学家，2人曾经常为攀比谁是加州理工学院最聪明的人而争执不休。费曼知道博学的盖尔曼喜欢侃侃而谈，于是常常拿盖尔曼说过的话开玩笑，故意激怒他，然后看他无语和抓狂的样子，这让盖尔曼很恼火。盖尔曼和费曼都是纽约老乡。
盖尔曼在参加学术研讨会时容易表现出傲慢的一面，如果他认为在他面前作报告的人所讲的东西不重要或没意思，他会公然拿出一份报纸然后埋头看报，表示自己的不屑。
盖尔曼一开始并不怎么喜欢物理，他有一次参加中国清华大学的诺贝尔奖大师聚会时回忆说：“我在耶鲁大学开始学物理的时候，简直是特别的头痛，真是一点也不喜欢。”
盖尔曼好为人师，有一次还想当面纠正杨振宁说的汉语。
青年时期的盖尔曼认为去当时物理系并不强的麻省理工学院学物理是一个很掉身价的事情，因为没有更好的选择，他为此曾考虑过自杀。后来，他意识到自杀和去麻省理工读书这2件事情的先后顺序不满足交换律，如果先自杀了就不能再去读书了，于是选择先去读书，等以后再决定还要不要自杀。这就是“去MIT读书与自杀不可交换顺序”（attending MIT and killing himself didn't commute）的典故。

## 主要成就
1964年，其夸克模型预测的Ω粒子被成功发现。1967-1973年，斯坦福大学直线加速器中心通过电子对质子的深度非弹性散射发现了暗示夸克存在的证据，费曼称之为“部分子”。标准模型是从盖尔曼夸克模型发展而来的。盖尔曼还研究了重整化群。
- 基本粒子
- 盖尔曼矩阵
- 蓋爾曼-西島關係（與西島和彥、中野董夫）
- 盖尔曼–劳定理（與弗朗西斯·劳（英语：Francis E. Low））
- 盖尔曼-大久保质量公式（英语：Gell-Mann–Okubo mass formula）（与大久保进）
- 有效复杂度（英语：Effective complexity）

### 知名论文
- M. Gell-Mann.  [将新粒子视为替换后的荷多重态的诠释]. Il Nuovo Cimento (1955-1965) (学位论文) 4 (意大利物理协会(Società Italiana di Fisica)). April 1956: 848–866  [2017-01-10]. doi:10.1007/BF02748000. （原始内容存档于2021-05-17） （英语）.
- M. Gell-Mann.  [不可外延熵：学科间的应用] (学位论文). Springer. 2004  [2017-01-10]. （原始内容存档于2021-05-17） （英语）.

## 著作

### 专著
- 《粒子物理学》（Particle Physics, 2005）

### 通俗读物
- 《八重道》（The Eightfold Way. 1964, 与八重道的另一提出者尤瓦勒·内埃曼（英语：Yuval Ne'eman）合著）
- 《破缺的尺度不变性以及光锥》（Broken Scale Invariance and the Light Cone, 1971, 与Kenneth Wilson合著）
- 《夸克與美洲豹，簡單與複雜中的探險》（The Quark and the Jaguar: Adventures in the Simple and the Complex, 1994）
- 《秩序与随机性》（The Regular and the Random, 2002）
- 《杓鹬的末日》(Last of the Curlews, 1963, 由Fred Bodsworth撰写, 盖尔曼作后记）
- 《西南史前历史专题》（Themes in Southwest Prehistory, 1994, 多人合著）
- 《不可思议的奇迹发生：弗兰克·奥本海默（英语：Frank Oppenheimer）和他的惊人探索馆（英语：Exploratorium）》（Something Incredibly Wonderful Happens: Frank Oppenheimer and His Astonishing Exploratorium, 2009, 与K. C. Cole合著）

## 语录
- “（理论学家）用纸、笔和废纸篓作为研究工具，其中最重要的就是废纸篓。”[33]
- “我们的工作就是一场令人愉悦的游戏。”[31]
- “单凭几条简洁的公式，怎么可能预测大自然的普遍规律？”[33]
- “作为一个出色的物理学家，想像力很重要，一定要想象、假设。也许事实并不是这样，但是这样可以使你接着往前研究。创造力是最为重要的一个方面，这样你才可以有新的角度去观察事物。”[28]
- “成功来自好奇心，所以我们不能扼杀孩子的好奇心。”[8]

## 传记
盖尔曼写最为著名的傳記是由乔治·约翰逊（George Johnson）写的《奇異之美：盖尔曼與20世紀物理學革命》（Strange Beauty: Murray Gell-Mann and the Revolution in 20th-Century Physics）。另有由约翰·施瓦茨（施瓦茨曾受盖尔曼关照多年）写的《基本粒子与宇宙：向默里·盖尔曼致敬的论文》（Elementary Particles and the Universe: Essays in Honor of Murray Gell-Mann, by John H. Schwarz, 1991）。
- George Johnson.  [奇异之美——盖尔曼与20世纪物理学革命]. Vintage. 1999. ISBN 0679756884 （英语）.
  - 汉译版：George Johnson. 匡志强 (责任编辑) , 编.  [奇异之美——盖尔曼传]. 朱允伦 (汉译者); 江向东 (汉译者); 杨美霞 (汉译者); 郭鹏 (汉译者) 1. 上海冠生园路393号: 上海科技出版社. 2002 [1999]. ISBN 7-5428-3031-7 （中文（中国大陆））.

## 人物评价
盖尔曼兴趣广泛而且记性很好，通晓的知识领域既广又深，在物理学家圈子中也是出了名的博学者，并作为专家参与过《大英百科全书》的编纂。但是他也以爱张扬、炫耀自己的才学和看不起应用研究而闻名。他甚至用英文谐音词称固体物理学为“肮脏状态物理学”（squalid state physics）。盖尔曼也曾有心胸狭隘的一面。杨振宁和李政道在提出宇称不守恒理论前，曾经提出一种宇称双重态来解释“θ-τ之谜”。盖尔曼也曾有想到过类似的科学假说，但是没想到被李、杨二人抢先发表，所以盖尔曼出于妒忌心理而对他们提出的想法进行抨击。但是事后盖尔曼和李、杨二人双方还是达成了和解。
盖尔曼涉猎广泛，同时对科学中的还原论和各种分类性的学科有兴趣，晚年还投入到复杂性理论的前沿浪潮中。但他和另一位参与创建圣菲研究所的菲利普·安德森看待复杂性现象的观点并不一样。安德森也不认同盖尔曼对固体物理等非基础性学科的轻视。
- 老对手理查德·费曼：“我们的基础物理学知识里，但凡有成果的点子，没有一个不冠有默里·盖尔曼的名字。”（"Our knowledge of fundamental physics contains not one fruitful idea that does not carry the name of Murray Gell-Mann."）
- 量子场论大师史蒂文·温伯格：“从考古到仙人掌，再到非洲约鲁巴克人的传说，再到发酵学，他（盖尔曼）懂得都比你多。”[8]
- 量子场论名家戴维·格娄斯曾在2010年的一次访谈中说：“（盖尔曼）主宰了20世纪50年代到60年代的理论粒子物理学，那是1个新实验发现大量涌现的时代。”[36][37]

### 引用
1. 1 2  默里·盖尔曼在數學譜系計畫的資料。（英文）
2. ↑  . 人民网, 海南日报 (转载自人民网). 2008年12月17日: 013版  [2016年12月31日]. （原始内容存档于2021年2月12日） （中文（中国大陆））. 进入大学，朱棣文的求知欲爆发...这时候，他的英雄是牛顿、麦克斯韦、爱因斯坦，以及当代伟人费曼、盖尔曼、杨振宁和李政道。
3. 1 2 3 4 5 6 7 8 9 10 11 12  . 新华网. 2001年9月7日  [2017年3月9日]. （原始内容存档于2017年3月12日）. 盖尔曼的父母是第一次世界大战之后从奥地利移居到美国的。父亲阿瑟·盖尔曼是一位语言教师，并通晓数学、天文学和考古学。盖尔曼生于1929年9月15日，受父亲的影响，盖尔曼从小就爱好语言学和数学，并显示出很高的天赋，常被人们称为“奇才”。1951年在麻省理工学院获得哲学博士学位。盖尔曼的博士论文是研究亚原子粒子，对1963年诺贝尔奖获得者维格纳的研究工作有很大影响。1953年盖尔曼提出某些核粒子的“奇异性”概念。1955年初，盖尔曼到普林斯顿高级研究院工作，同年9月到加利福尼亚理工学院任教。1967年，盖尔曼成了这里的密立根理论物理学教授，此后他一直在该院从事粒子物理学的研究。盖尔曼对粒子物理学中几乎所有主要研究领域都作出了重大贡献，特别是他关于强子分类及其结构的研究，加深了人类对物质结构的深刻理解。盖尔曼于1961年发表了他的“八重法”（仿照佛教的“八正道”）。“八重法”又名SU(3)对称，即把全部粒子划归为简单有序的族类系统，可与元素周期表类比。这个分类表里也有空白，盖尔曼预言一些新粒子的存在，其特性可以填补这些空白。1964年发现反Ω粒子，补满了一个主族，使“八重法”在物理学界获得公认。同年盖尔曼与尼曼共同编辑出版了《八重法》一书。这一年盖尔曼进一步提出了夸克模型，由此开辟了人们对物质结构认识的新篇章。盖尔曼对科学发展的贡献是多方面的。1953年，盖尔曼与F·洛研究了后来被称为重正化群的理论，对20世纪70年代发展起来的量子色动力学等规范理论起着重要的作用，著名粒子物理学家温伯格对这一研究成果的评价是：“它是在量子场论方面发表的最重要的论文之一。”1972年，盖尔曼与弗里兹希发展了夸克的“颜色”量子数概念。盖尔曼对倡导和发展量子色动力学理论做了大量研究工作，他还提出和发展了流代数理论，盖尔曼还对美国的教育、科学和宗教、科学与艺术、人口问题以及日益恶化的自然环境等方面发表过独到的见解。除了获得诺贝尔奖，他还获得美国物理学会丹尼·海涅曼奖等多种奖励，他是美国科学院院士之一，并被许多大学授予荣誉科学博士。1994年4月盖尔曼的新书《夸克与絮凝剂》出版。 （需注意该新闻将书名《夸克与美洲豹》(The Quark and the Jaguar）误写成了《夸克与絮凝剂》。)
4. ↑  M. Gell-Mann.  [我的父亲]. Web of Stories. October 1997  [2010-10-01]. （原始内容存档于2012-08-29） （英语）.
5. ↑  J. Brockman.  [物理学家的炼成：与默里·盖尔曼的一段谈话]. Edge.org. 2003  [2010-10-01]. （原始内容存档于2021-05-17） （英语）.
6. ↑  . Soylent Communications.   [April 26, 2015]. （原始内容存档于2021-06-01） （英语）.
7. ↑  见Mlodinow 2007，第17頁（位于原书第4章开头）。
8. 1 2 3  彭湘荣 (编). . 新华网; 网易 (转载网站). 2010年5月13日  [2019年1月27日]. （原始内容存档于2019年1月27日） （中文（中国大陆））.
9. 1 2 3  见DK科学百科 2015，第306-307頁，原文摘录如下：“默里·盖尔曼生于美国曼哈顿，可谓一个神童，7岁自学微积分，15岁进入耶鲁大学学习，1951年获得MIT博士学位...西岛和彦也提出了同样的量子数，但他称其为‘η电荷’。盖尔曼兴趣十分广泛，能够流利地说大约13种语言。他很喜欢通过文字和晦涩难懂的引用展现自己的博学多才。可能正是盖尔曼引发了给新粒子起有趣名字的潮流。”
10. 1 2 3  见Johnson 2002，第65頁 (位于原书第2章“一部活百科全书”)。
11. ↑  Gell-Mann, Murray.  [耦合力度与核相互作用] (PhD论文). Massachusetts Institute of Technology. 1951  [2017-01-10]. OCLC 30406975. （原始内容存档于2008-11-19） （英语）.
12. ↑  迈娅·比萨拉比(Анна Ливанова). .  [朗道] 2. 1983  [2019-01-26]. （原始内容存档于2018-07-18） （俄语）.
13. ↑  见DK科学百科 2015，第306-307頁，原文摘录如下：“1964年，八重法：一个强作用对称性的理论...盖尔曼用‘八重法’对基本粒子进行分类，‘八重法’源自佛教达到最高理想境地的八种方法。正如德米特里·门捷列夫将化学元素排入一张周期表中，盖尔曼也设想了一张表格，其中可以排列基本粒子，同时为尚未发现的粒子留出空位。为了让表格最简化，盖尔曼提出强子由一种尚未发现的基本粒子组成。因为质量较大的粒子不再作为基本粒子，从而将基本粒子的数量减少到了可控的范围，此时强子看成是由多种基本粒子组成的。”
14. ↑  Y. Ne'eman. . Nuclear Physics. 1961-8, 26 (2): 222–229  [2019-05-28]. doi:10.1016/0029-5582(61)90134-1. （原始内容存档于2021-05-17） （英语）.
15. ↑  见DK科学百科 2015，第306-307頁，原文摘录如下：“盖尔曼十分喜欢给粒子起古怪的名字，他根据詹姆斯·乔伊斯《芬尼根的守灵夜》小说中他最喜欢的一句话，将这种新的粒子命名为夸克。”
16. ↑  见DK科学百科 2015，第306-307頁，原文摘录如下：“1964年...乔治·茨威格...提出，强子由四种基本粒子组成，他将其称作“艾斯”（Ace，扑克牌中的A）。欧洲核子中心的《物理快报》拒绝了茨威格的论文，但同年却发表了更资深的盖尔曼的文章...盖尔曼的论文得以发表可能是因为他并没有指出夸克真实存在，他只是提出了一种组织体系。但是，这种体系似乎不能令人满意，因为它要求夸克必须带有分数电荷。”
17. ↑  见DK科学百科 2015，第306-307頁，原文摘录如下：“盖尔曼的论文发表不久，纽约布鲁克黑文国家实验室就发现了由三个夸克组成的Ω粒子。这一发现证实了新的粒子模型。盖尔曼坚称，这一模型应该归功于他和茨威格两个人。”
18. ↑  H. Fritzsch; M. Gell-Mann; H. Leutwyler. . Physics Letters B. 1973-11, 47 (4): 365–368  [2019-05-28]. doi:10.1016/0370-2693(73)90625-4. （原始内容存档于2021-05-17） （英语）.
19. ↑  W. Brian Arthur. . Santa Fe Institute. 2014年6月26日  [2019年10月14日]. （原始内容存档于2021年5月17日） （英语）. The story started in 1987 when two Nobel prize winners, economist Kenneth Arrow and physicist Philip Anderson, brought together 10 economists and 10 scientists for a now-famous conference at the new Santa Fe Institute. The purpose was to see how economics could benefit from physics, computer science, and biology.
20. 1 2  . 《现代物理知识》; 新浪 (转载网站). 2019年5月25日  [2019年10月14日]. （原始内容存档于2021年4月21日） （中文（中国大陆））.
21. ↑  见Mlodinow 2007，第35頁（位于原书第6章）和Mlodinow 2007，第88頁（位于原书第14章）。
22. ↑  Mlodinow 2007，第134頁（位于原书第24章）。
23. ↑  Mlodinow 2007，第95頁（位于原书第15章）。
24. ↑  Mlodinow 2007，第18-19頁（位于原书第4章）。
25. ↑  见Mlodinow 2007，第35頁（位于原书第6章）和Mlodinow 2007，第135頁 (位于原书第24章)。
26. ↑  见Mlodinow 2007，第74頁（位于原书第12章）。
27. ↑  见Mlodinow 2007，第73-74頁（位于原书第12章）。
28. 1 2  周襄楠 (清华大学新闻中心);; 顾淑霞 (清华大学新闻中心); 祁金利 (清华大学新闻中心); 郭海军 (清华大学新闻中心); 牛金荣 (北京青年报记者); 陈柏 (北京青年报记者); 陈静 (北京青年报记者). . 2002年6月24日  [2019年1月27日]. （原始内容存档于2019年1月27日） （中文（中国大陆））. |journal=被忽略 (帮助)
29. ↑  何华; 上官云 (编). . 信息时报; 中国新闻网 (转载网站). 2014年7月9日  [2018年11月19日]. （原始内容存档于2021年3月22日） （中文（中国大陆））.
30. ↑  Steven H. Strogatz.  [未知数之趣：一场数学之旅，从1到无穷大] 2. Eamon Dolan / Houghton Mifflin Harcourt. 2012. ISBN 0547517653 （英语）.
31. 1 2 3 4  见DK科学百科 2015，第306-307頁。
32. ↑  褚圣麟. . . 物理学基础理论课程经典教材 1979年第1版. 北京市西城区德外大街4号: 高等教育出版社. 2012年12月印刷: 396, 402–403. ISBN 978-7-04-001312-2 （中文（中国大陆））. 其中Ω^(-)是弱作用衰变的，是理论上先预言它的存在，并估计出它的质量，后来果然在实验中发现了的。这是这个理论的明显成功之处。","...包括所谓深度非弹性散射区，散射电子数超出了估计...电子在质子上散射的能谱同中子在原子核上散射情况有相似之处...后者已研究清楚是由于原子核破裂成的核子。在电子被质子散射的情况中，观察到偏转大的事例多，表示散射是发生在点状微粒上的。推想质子（或任何强子）也是由微粒组成的，这类微粒曾被称为“部分子”，设想部分子之间存在着相互作用，它们复合的产物就是观察到的基本粒子。
33. 1 2  见DK科学百科 2015，第304頁。
34. ↑  见Mlodinow 2007，第18頁（位于原书第4章）。
35. 1 2  见Mlodinow 2007，第41頁（位于原书第7章）。
36. ↑  George Johnson.  [89岁的粒子物理学先驱与宇宙洞察者默里·盖尔曼去世]. The New York Times. 2019年5月24日  [2019年10月14日]. （原始内容存档于2019年5月25日） （英语）. dominated theoretical particle physics during the 1950s and '60s, a period with an abundance of new experimental discoveries
37. ↑   [发展夸克理论的诺贝尔奖得主默里·盖尔曼于89岁去世]. IAS. 2019年5月24日  [2019年10月14日]. （原始内容存档于2021年5月17日） （英语）.

### 补充来源
- Leonard Mlodinow.  [費曼的彩虹]. ISBN 978-0-446-69251-9.(中译版：里昂纳德·曼罗迪诺. .  [费曼的彩虹：物理大师的最后24堂课]. 陈雅云 (翻译), 周宏 (责任编辑), 辛艳 (特约编辑) 第1版. 陕西师范大学出版社. 2007年. ISBN 978-7-5613-3712-7 （中文（中国大陆））.)
- Giles Sparrow, Steve Parker, Douglas Palmer, Penny Johnson, Adam Hart-Davis, John Farndon, Dan Green, Derek Harvey. .  [科学百科]. “人类的思想”百科丛书. 王晋 (译), 于天君 (审校), 郭景瑶 (策划编辑), 刘娴庆 (策划编辑), 雷洪勤 (责任编辑), 张照 (责任编辑) 第1版. 北京海淀区万寿路173信箱: 英国DK出版社, 电子工业出版社. 2015年. ISBN 978-7-121-25038-5 （中文（中国大陆））.

## 扩展阅读
- Berreby, D.  [无所不知者]. New York Times. 8 May 1994  [2017-01-10]. （原始内容存档于2007-10-25） （英语）.
- 张会, 鲍淑清. . 虾荟热点. 2017年3月7日  [2017年3月9日]. （原始内容存档于2017年3月12日） （中文（中国大陆））.
- Claus Emmeche. Johan Braeckman (编辑).  [生活与科学中的复杂学特征]. Philosophica (丹麦尼尔斯·玻尔研究所自然哲学中心 (Center for the Philosophy of Nature and Science Studies, Niels Bohr Institute)). 1997, 59: 41–68  [2017年3月11日]. （原始内容存档于2017年4月19日） （英语）.（该网页带有白俄罗斯语翻译版下载。）
- Susan Kruglinski.  [发现了夸克且解读宇宙意义的人] (2009年4月). Discover. 2009年3月17日  [2017年3月11日]. （原始内容存档于2019年10月21日） （英语）.

## 外部連結
- .   [2007-08-10]. （原始内容存档于2007-12-26） （英语）.
- 诺贝尔奖官方网站关于.   [2007-10-23]. （原始内容存档于2018-05-13） （英语）.
- 《大英百科全书》中的条目：默里·盖尔曼（英文）
- 默里·盖尔曼在數學譜系計畫的資料。
- 默里·盖尔曼 at Goodreads
- TED上的Murray Gell-Mann
- . EcuRed.   [2019年1月27日]. （原始内容存档于2021年5月17日） （西班牙语）.